# Маринов, Хаим
Хаим Маринов (19 сентября 1904, Борисов, Минской губернии — 3 ноября 2001, Иерусалим) — израильский градостроитель. Многолетний заместитель мэра Иерусалима. Почётный гражданин Иерусалима (1978).

## Биография
Получил традиционное еврейское образование в хедере. Изучал медицину в Ленинграде. С юных лет принимал участие в сионистском движении, один из основателей сионистского студенческого движения в СССР. В 21 год решил бросить своё медицинское образование в Ленинграде с целью организации сионистского движения на Украине. В 1927 был выдворен из СССР, репатриировался в том же году в Эрец-Исраэль.
Поселившись в Иерусалиме, работал в течение 12 лет каменщиком. С 1939 возглавлял союз строителей Иерусалима. Руководил заводом по производству стройматериалов. Принимал участие в Войне за независимость Израиля. В муниципалитете Иерусалима возглавлял инженерную службу, занимал пост заместителя мэра (вначале на общественных началах, а позже на зарплате). Входил в состав Института национального страхования Израиля. Был председателем «Маген Давид Адом» и филиала организации «Хагана» в Иерусалиме. На протяжении долгих лет был попечителем Еврейского университета.
В его честь названа улица в Иерусалиме.